# Reichsstraße 361
Die Reichsstraße 361 (R 361) war bis 1945 eine Reichsstraße des Deutschen Reichs, die vollständig auf 1939 annektiertem, bis dahin tschechischem Gebiet (Protektorat Böhmen und Mähren) lag. Die Straße nahm ihren Anfang an der damaligen Reichsstraße 93 in Řevničov (Rentsch) im Okres Rakovník an der heutigen Silnice I/6, verlief in östlicher Richtung auf der Trasse der heutigen Silnice I/16 nach Slaný (Schlan), verließ dort diese Straße und führte weiter auf der Trasse der heutigen Silnice 118 über Budyně nad Ohří (Budin an der Eger) an die damalige Reichsstraße 170 in der Nähe von Roudnice nad Labem (Raudnitz an der Elbe). Ihre Gesamtlänge betrug  rund 54 Kilometer.